# Verkhojansk
Verkhojansk (russisk: Верхоя́нск) er en by i republikken Sakha i Rusland. Den ligger ved floden Jana, nær polarcirklen, omkring 650 km nord-nordøst for Jakutsk. Indbyggertal: 1.434 (folketælling 2002). Byen er dermed den tredjemindste by i Rusland, kun større end Magas og Tjekalin.

## Historie
En kosak-bosætning blev grundlagt i 1638, 90 km sydvest for den nuværende by. I 1775 blev den flyttet til venstre bred af floden Jana, for at gøre skatteindkrævning enklere. Den fik bystatus i 1817. Mellem 1860'erne og 1917 blev byen brugt som et politisk eksilsted.

## Erhvervsliv og transport
Verkhojansk har en flodhavn, en flyveplads, et depot for pelse, og er center for et rendriftsområde.

## Klima
Verkhojansk er hovedsagelig kendt for sine exceptionelt lave vintertemperaturer, med en gennemsnitstemperatur i januar på -50° C. Byen ligger på det koldeste område på den nordlige halvkugle, og bliver sammen med Ojmjakon anset som den nordlige kuldepol. Den laveste temperatur som har været registreret her var -67,8° C i 1892. Verkhojansks højest registrerede temperatur om sommeren er 39 °C, en temperaturforskel på 107° C mellem højeste og laveste. I januar 2006 kom temperaturen meget tæt på rekorden, da den nåede -66,7° C.
I dette område dannes ofte temperaturinversioner om vinteren, hvor temperaturen stiger med højden, i stedet for det modsatte.
67°33′N 133°23′Ø / 67.55°N 133.38°Ø